# 周務學
周務學（1869年—1921年6月14日），字本斋，甘肅省天水東關人，中華民國少將，新疆阿山道道尹。

## 生平
1889年，周务学考取光緒己丑科举人，受新疆巡抚陶模器重，旋招入幕府，数年即因丁忧入关。1903年，他得陕甘总督崧蕃之荐，被任命为安徽庐州知县。
1910年，周务学负责筹建甘肃新军，因仰慕岳飞之名，将他统帅的新军命名为「忠武军」。
民国成立後，周务学先后任甘肃边关、泾原道尹、新疆督军、甘肃陆军学堂监督。在甘肃期间，周務學倡导当地人筹集巨资，凿石砌坝，修通祁连山到肃州的灌渠。
1914年，川邊經略使尹昌衡借征藏藉口入侵青海玉樹囊謙，欲將該地納為四川所有，引發地界與民族衝突。北洋政府派周务学为勘界员，处理甘肃、青海、四川的争执。他帶領周希武、牛载坤等人负责行程记录、会谈纪要、测量地形，於同年八月从兰州出发，翻巴颜喀拉山、涉金沙江，深入芒荒，并在玉树通天河上建起忠武桥，方便当地交通。1915年5月9日，北洋政府根據該團隊報告，正式糾正原先錯誤決定，重新做出玉樹仍歸甘肅管轄的決定。《玉树调查记》為此行調查的成果。
第三任阿爾泰辦事長官张庆桐引发阿山兵变時，新疆督军杨增新呈请中央政府以来新疆不久的周务学代理阿山长官，令其携赴阿山救援。1919年3月14日，周务学带领马、步、炮三营人马，进入承化平定这次叛乱，并且把乱军首领处决。其后，阿山改区为道，周务学遂出任首任道尹。
1921年2月3日，周务学授陆军少将。同年，5月10日，俄國白軍两千余骑突由塔城边卡强行入境，与去年解卸武装后安置在额敏的俄國白軍将领巴奇赤六千官兵汇合后，大举入侵新疆腹地。阿山与省城恰好电路不通，周务学一直未能获悉上述消息。同年6月13日，巴奇赤武装近万人伐木成舟，强渡额尔齐斯河，兵锋直指阿山道。6月14日晨，敵军攻破城池，周务学舉槍自盡，牆壁上書十六字手书：“勿毁我室，勿伤我民，尽守土责，杀身成仁。”

## 身後
在同年6月21日杨增新与塔城道尹张健发电时言：“周道尹自尽，未免轻生。此等事，兵力足则以军事解决，兵力薄则以交涉解决，办法甚多，无以身殉职之必要...。”
周務學之死引起全国震动，新疆、兰州、天水三地为他举行规模盛大的追悼仪式，所居住的天水周家大巷也被政府改名为“忠武巷”，一直到1960年代后，一度改名为「反修巷」，后又被改名为「反帝巷」。直到改革开放后，才又恢复原称“忠武巷”。
著有《忠武堂诗草》。

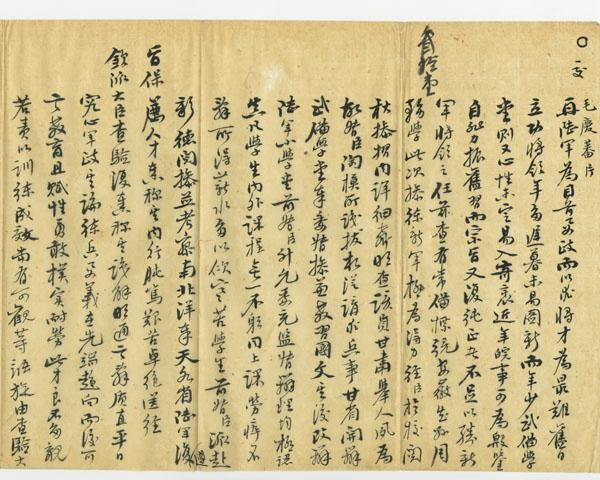
奏報量予拔擢即補知縣之周務學（摺片）
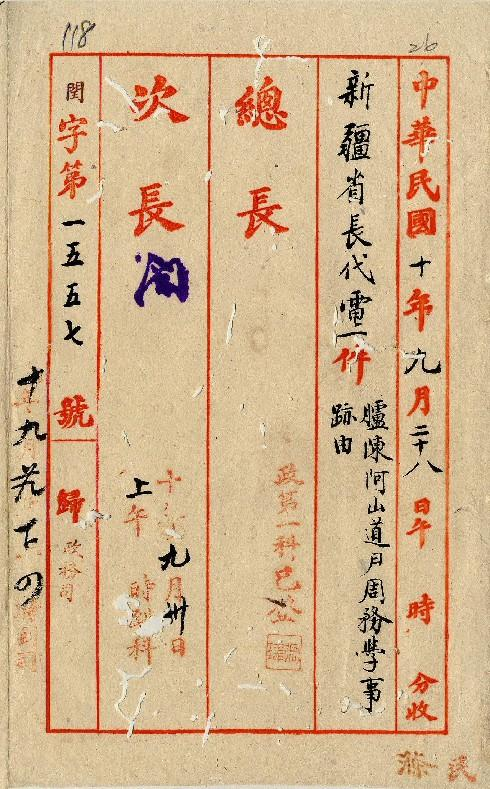
臚陳阿山道尹周務學事跡由快郵代電（封面）
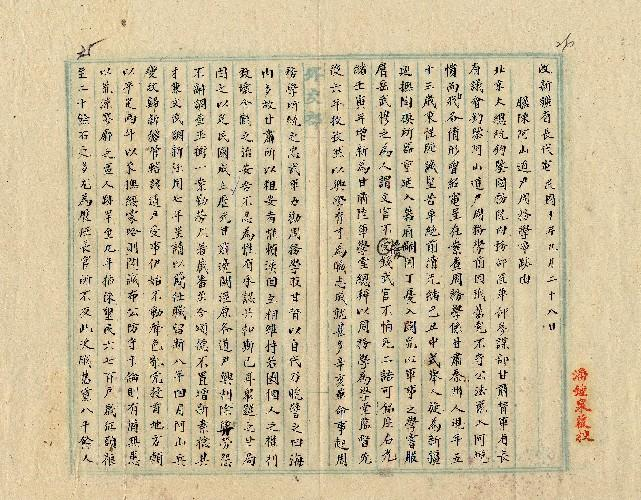
臚陳阿山道尹周務學事跡由快郵代電（內文）

## 逸事
天水流传着周務學考秀才的故事。十六歲的周务学在天水陇南书院赴试，因家中不富裕，穿着一件不合身的旧长衫，走路一摇一摆，人们看见都发笑。當他拜见主考官完，不小心脚踩住长衫，一头向主考官扑过去。主考官回神後说：“小学生长衫拖地……”周务学对答：“老大人金顶冲天。”这番对答讓他赢得头名。